# Mesima
Il Mesima è uno dei fiumi maggiori della Calabria centro-meridionale e uno dei principali della regione (il 5°) per portata d'acqua con quasi 12 m³/sec alla foce.
Le sue sorgenti sono situate sulle Serre calabresi tra i comuni di Vallelonga e Simbario, in provincia di Vibo Valentia. Dopo un primo tratto in estrema discesa, le acque giungono nella valle sottostante. Questa non rappresenta un vallone tracciato dal torrente, ma è un graben. Dopo un percorso di circa trenta km il fiume riceve il suo principale affluente, il fiume Marepotamo e raggiunge la Piana di Gioia Tauro, e quindi la provincia di Reggio Calabria, dove, in breve, nei pressi di Rosarno e al confine con il territorio di San Ferdinando, si getta nelle acque del golfo di Gioia Tauro.
Come gran parte dei corsi d'acqua della Calabria, è ricco d'acqua nei mesi invernali, dove a volte dà luogo a imponenti piene e pesantemente in secca durante il periodo estivo, pur presentando una minima di ancora 2 m³/s.